# Meriones hurrianae
Meriones hurrianae là một loài động vật có vú trong họ Chuột, bộ Gặm nhấm. Loài này được Jordon mô tả năm 1867.

## Hình ảnh

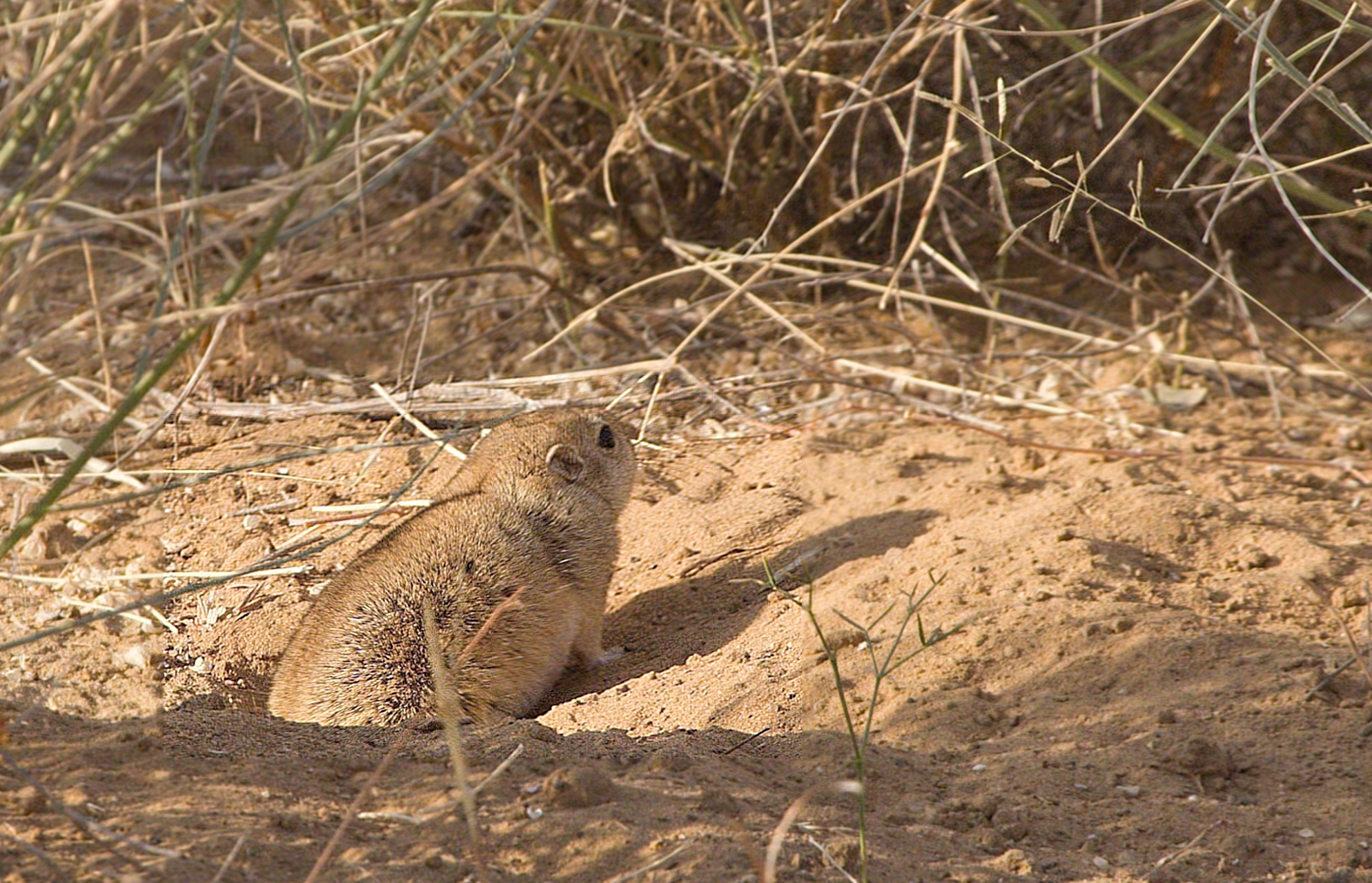
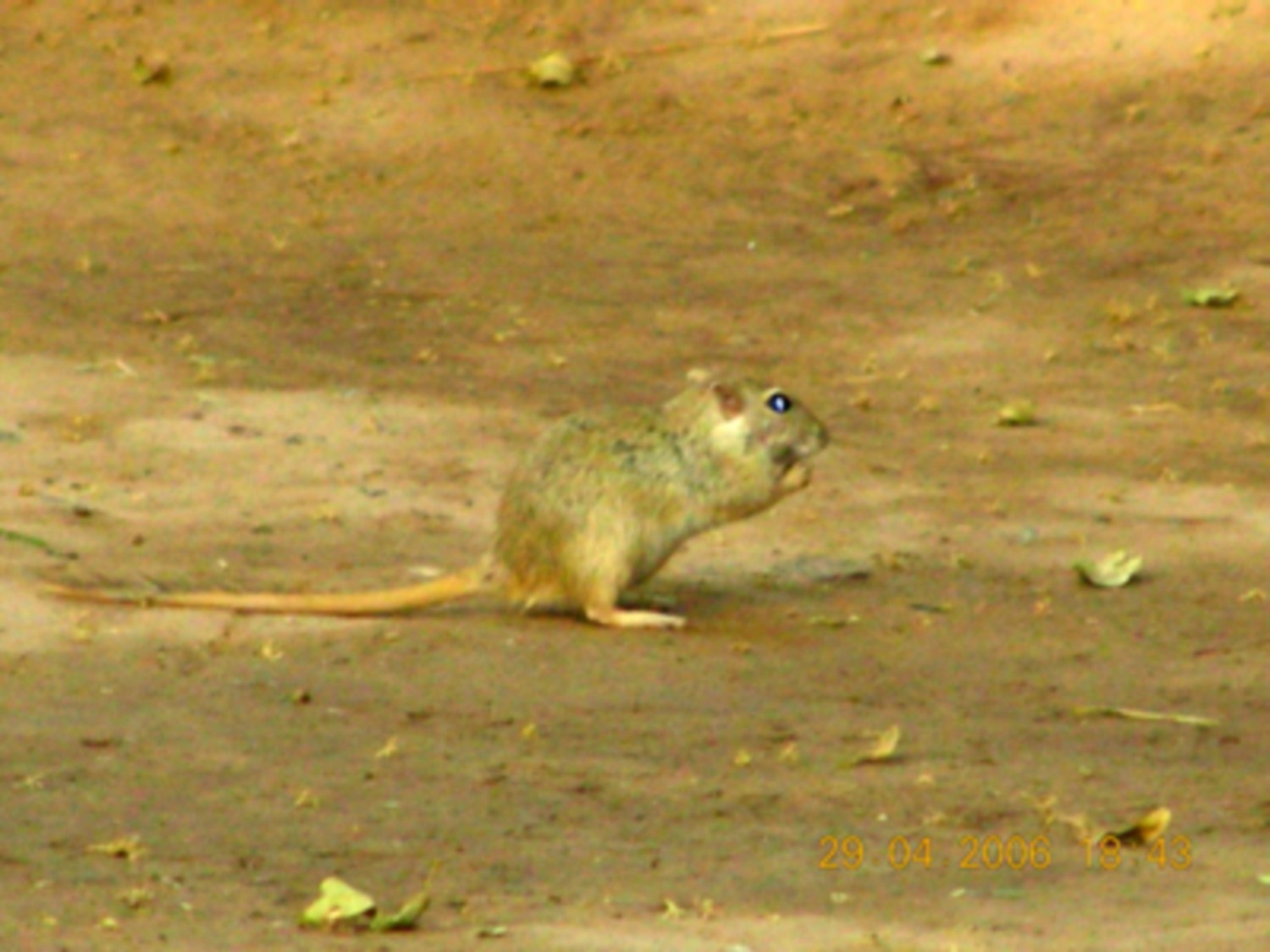
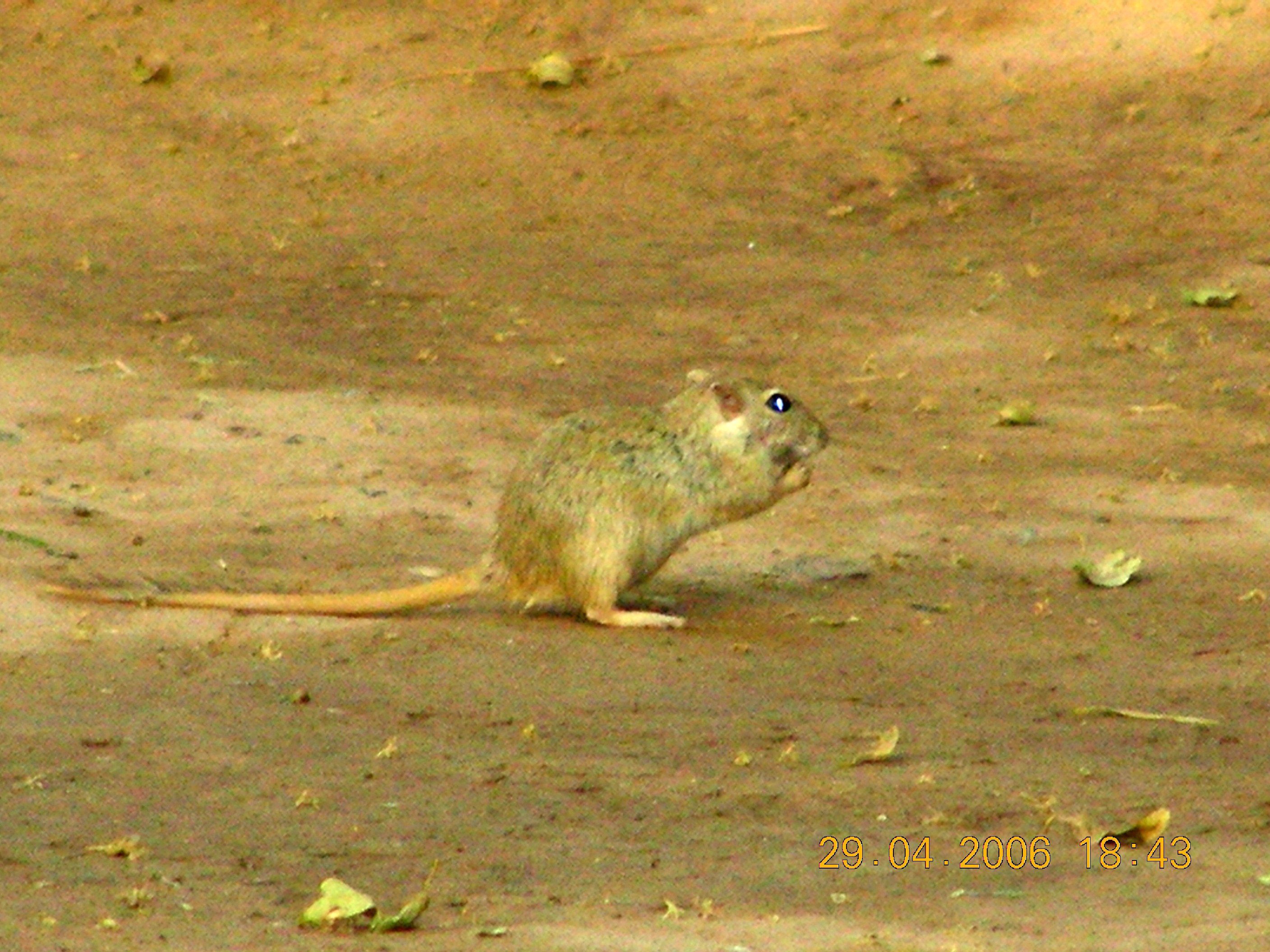
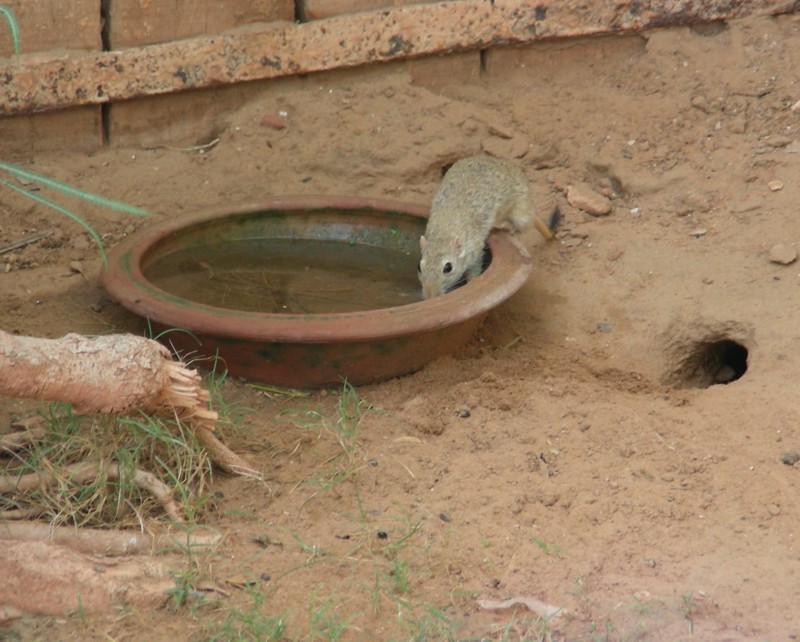